# Krekole
Krekole (deutsch Krekollen) ist ein Dorf in der polnischen Woiwodschaft Ermland-Masuren. Es gehört zur Gmina Kiwity (Landgemeinde Kiwitten) im Powiat Lidzbarski (Kreis Heilsberg).

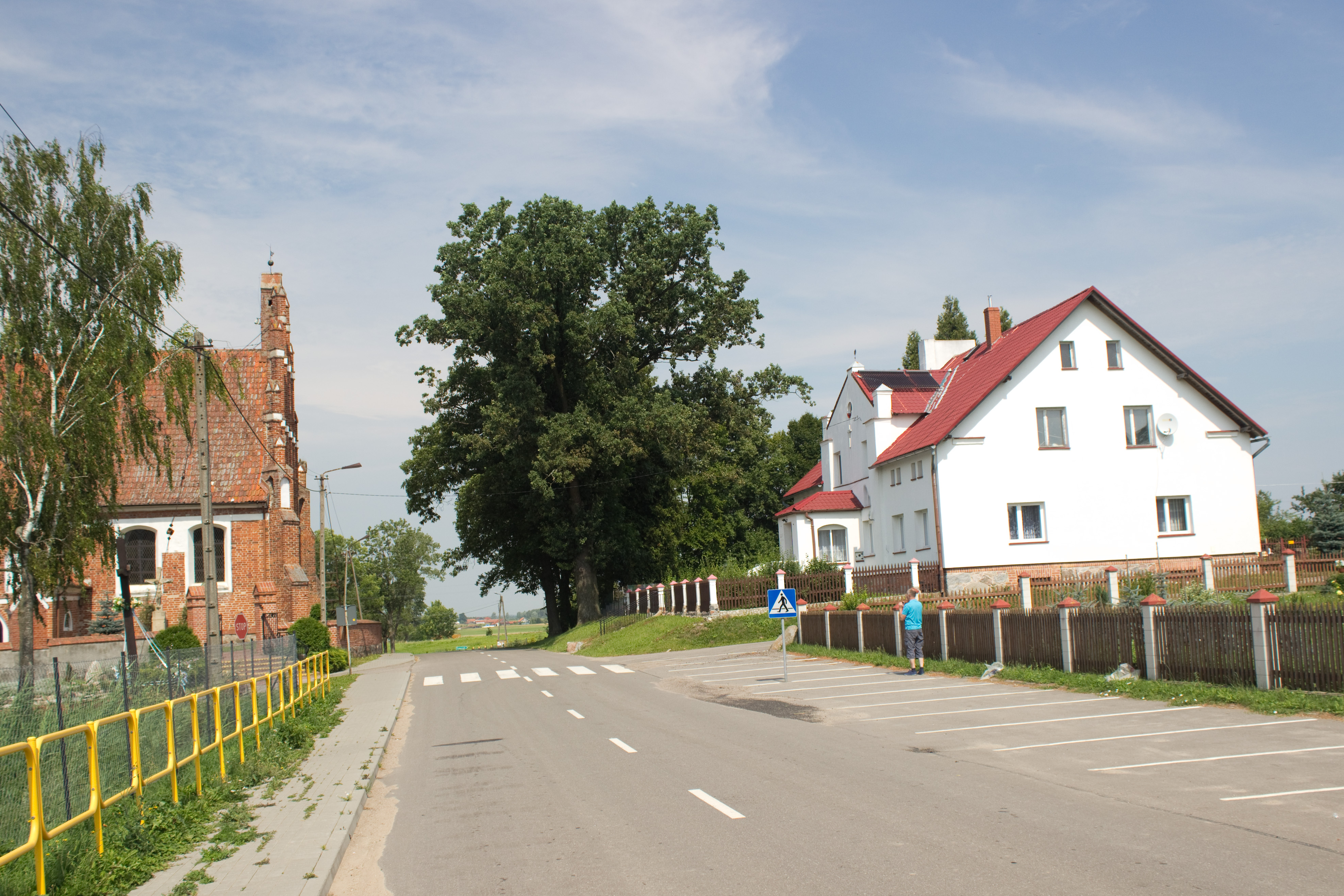
Dorfstraße in Krekole

|  |

## Geographische Lage
Krekole liegt im  nördlichen Westen der Woiwodschaft Ermland-Masuren, zwölf Kilometer nordöstlich der Kreisstadt Lidzbark Warmiński (deutsch Heilsberg).

## Geschichte
Das alte und seinerzeit Deutschental genannte Kirchdorf wurde 1336 gegründet und hieß nach 1336 Kelkollen, auch Keckollen, bis sich nach 1785 der Name  Krekollen einbürgerte.
Als 1874 der Amtsbezirk Roggenhausen (polnisch Rogóż) errichtet wurde, gehörte die Landgemeinde Krekollen dazu. Der Amtsbezirk gehörte bis 1945 zum ostpreußischen Kreis Heilsberg im Regierungsbezirk Königsberg. Krekollen zählte im Jahre 1910 483 Einwohner.
Am 22. März 1928 wurde der Nachbarort Reichsen (polnisch Rejsy) nach Krekollen eingemeindet. Die Zahl der Einwohner stieg dementsprechend bis 1933 auf 603 und belief sich im Jahre 1939 auf 628.
Im Jahre 1945 wurde in Kriegsfolge das gesamte südliche Ostpreußen an Polen abgetreten. In diesem Zusammenhang erhielt Krekollen die polnische Namensform „Krekole“ und ist heute eine Ortschaft im Verbund der Gmina Kiwity (Landgemeinde Kiwitten) im Powiat Lidzbarski (Kreis Heilberg), von 1975 bis 1998 der Woiwodschaft Olsztyn, seither der Woiwodschaft Ermland-Masuren zugehörig. Im Jahre 2021 zählte Krekole 252 Einwohner.

## Religion

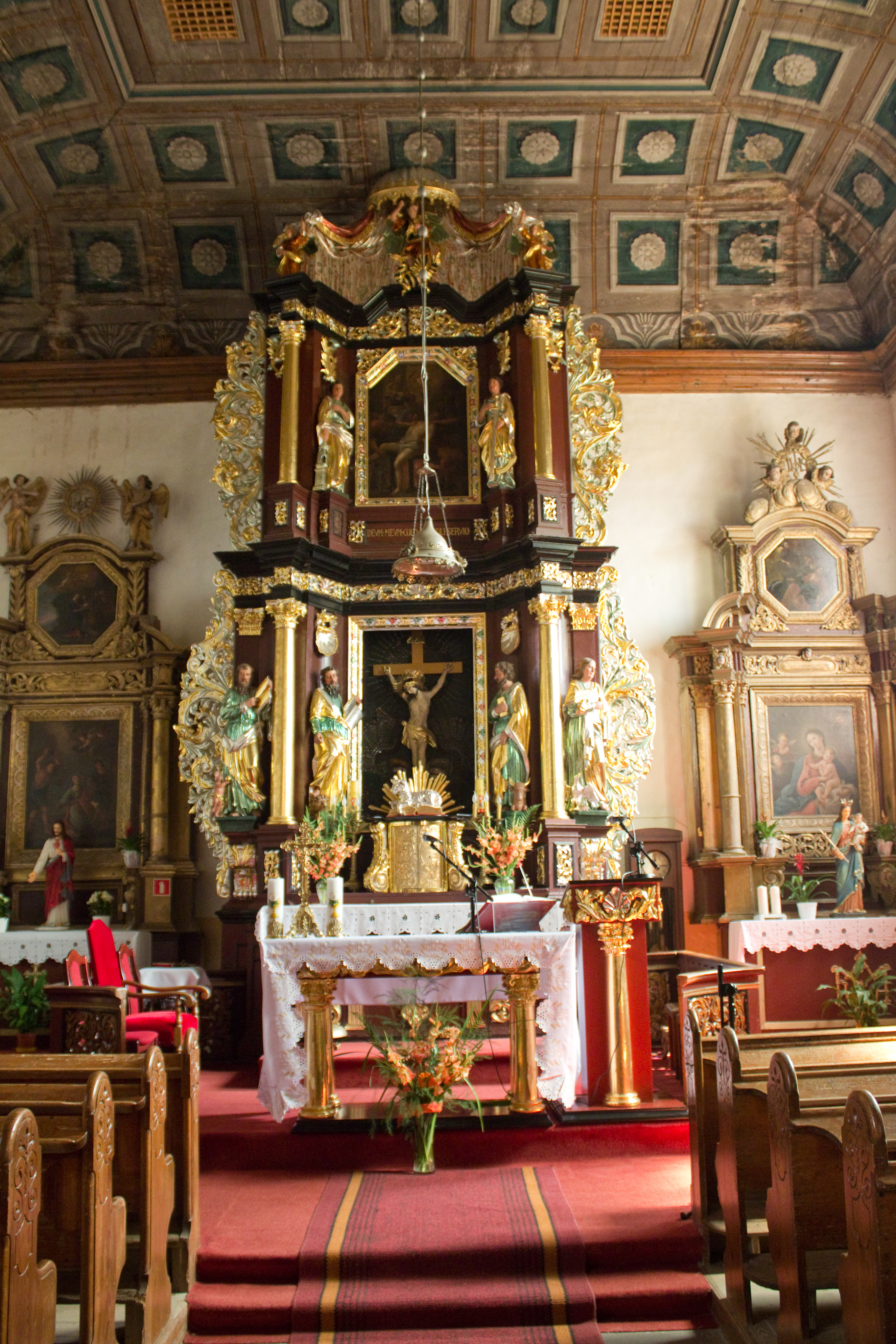
Die Altarwand der Kirche

Die römisch-katholische Kirche Hl. Kreuz und St. Laurentius wurde ohne Chor in der Mitte des 14. Jahrhunderts errichtet und im Laufe der Jahre mehrfach umgebaut. 1414 brannte sie aus, konnte aber Mitte des 15. Jahrhunderts wieder hergestellt und erweitert werden. Im 16. Jahrhundert dürfte sie wieder erheblich zerstört worden sein, so dass der ermländische Bischof Martin Cromer sie 1582 erneut weihte. Die Kirche erhielt 1715 ein neues Dach und 1719 einen neuen Innenanstrich.
Der Hochaltar ist ein Werk des ostpreußischen Bildhauers und Kunstschreiners Christoph Peucker (1662–1735). Im nördlichen Seitenaltar befindet sich das Gemälde „Heimsuchung“ nach dem niederländischen Barockmaler Cornelis van Poelenburgh (1594–1667), während das Bild der „Mutter Gottes“ im südlichen Seitenaltar wohl italienischer Herkunft ist.
Die römisch-katholische Pfarrei Krekole gehört zum Dekanat Lidzbark Warmiński (Heilsberg) im Erzbistum Ermland. Ihr ist die Filialkirche Samolubie (Lauterhagen)
zugeordnet.
Bis 1945 war Krekollen auch in die evangelische Kirche Heilsberg in der Kirchenprovinz Ostpreußen der Kirche der Altpreußischen Union eingegliedert. Heute gehört Krekole zur Diözese Masuren der Evangelisch-Augsburgischen Kirche in Polen.

## Verkehr
Krekole liegt südöstlich der polnischen Landesstraße 52 (hier im Abschnitt der einstigen deutschen Reichsstraße 142) und ist über den Abzweig in Samolubie (Lauterhagen) in Richtung Stoczek Klasztorny (Kloster Springborn) und Kierwiny (Kerwienen) zu erreichen. Drei von Krawczyki (Kraftshagen) und Galiny (Gallingen) sowie von Knipy (Knipstein) herkommende Straßen enden in Krekole.
Krekole verfügt über keine Bahnanbindung. Von 1916 bis 1992 war Samolubie resp. Lauterhagen die nächste Bahnstation. Sie lag an der zuletzt von der Polnischen Staatsbahn (PKP) befahrenen Bahnstrecke Lidzbark Warmiński–Bartoszyce, die vor 1945 in das heute russische nördliche Ostpreußen bis Friedland (heute russisch Prawdinsk) und weiter nach Wehlau (Snamensk) führte. Heute existiert die Bahnstrecke nicht mehr.

## Persönlichkeit
- Bruno Weichsel (1903–1945), deutscher römisch-katholischer Geistlicher und Märtyrer, war von 1927 bis 1932 Kaplan in Krekollen